# Cratichneumon rubricus
Cratichneumon rubricus är en stekelart som först beskrevs av Léon Abel Provancher 1882.  Cratichneumon rubricus ingår i släktet Cratichneumon och familjen brokparasitsteklar. Inga underarter finns listade i Catalogue of Life.